# Giáo hoàng Piô VIII
Giáo hoàng Piô VIII (20 tháng 11 năm 1761 – 1 tháng 12 năm 1830), là vị giáo hoàng thứ 253 của Giáo hội Công giáo tên lúc sinh là Francesco Saverio Castiglioni, tại vị từ tháng 3 năm 1829 đến cuối năm 1830.
Theo niên giám tòa thánh năm 1860 thì ông đắc cử Giáo hoàng vào ngày 31 tháng 3 năm 1829 và ở ngôi trong 1 năm 8 tháng. Niên giám tòa thánh năm 2003 xác định ngày đắc cử Giáo hoàng là ngày 31 tháng 3 năm 1829, ngày khai mạc chức cụ mục tử đoàn chiên chúa là ngày 5 tháng 4 và kết thúc triều đại của mình vào ngày 30 tháng 11 năm 1830.
Ông được sinh ra tại Cingoli, Ýngày 20 tháng 11 năm 1761 với tên thật là Francesco Saverio Castiglioni. Ông là một người thuộc hàng quý tộc Castiglioni. Ông bị người Pháp bắt vì đã từ chối tuyên thệ trung thành với Napoleon. Ông học giáo luật và năm 1800 đã trở thành giám mục của Montalto. Sau khi ông từ chối thề trung thành với Napoléon I của Pháp (1804–14, 1815) ông đã được đưa về Pháp nhưng sau khi Pháp thất bại, ông đã được phong Hồng y.
Ông đã đảm nhận nhiều chức vụ cao sau đó, bao gồm cả xá giải tông đồ (major penitentiary) và sau khi Giáo hoàng Lêô XII qua đời), ông được bầu làm Giáo hoàng ở cuộc Mật nghị Hồng y năm 1829.

## Giáo hoàng
Với tư cách là thủ lĩnh của giáo hội, ông đã khởi xướng nhiều cuộc cải cách. Ngày 24 tháng 5 năm 1829, ông công bố chương trình của mình trong thông điệp Traditi humilitati nostrae.
Ông cho phép giải phóng những người công giáo của vương quốc thống nhất bằng cách ban cho phép họ tham gia vào đời sống chính trị. Khi diễn ra chế độ quân chủ tháng 7 ở Pháp, ông thừa nhận Louis Philippe là vua của người Pháp.
Ông có cách nhìn không thành kiến một cách dung hoà về vấn đề các phong trào cách mạng đầu tiên khi ông xác tín rằng một thái độ có sức thuyết phục và hoà giải là thích hợp hơn. Tuy nhiên, ông chống lại các hội kín, nhưng không thái quá. Ngày 25 tháng 3 năm 1830, ông lên án các hội Kinh thánh và các hội kín khác bằng sắc chỉ Litteris altero.
Thời gian này, ở Roma, các phong trào chính trị đòi thống nhất nước Ý đang chiếm ưu thế. Ông là người cởi mở, thông minh, đầy thiện chí và rất có ý thức trách nhiệm. Ông có liên hệ với Sultan trong việc ủng hộ Armenia. Ông khởi xướng dịch vụ bưu chính của giáo triều Vatican. Ông tăng cường hoạt động truyền giáo trên thế giới.
Pius VIII chấp nhận những cuộc hôn nhân hỗn hợp ở Đức, nhưng theo đuổi chính sách phản tự do của vị tiền nhiệm của ông. Tuy nhiên, triều đại của ông quá ngắn nên ông chưa làm được gì đáng kể. Việc cai quản nước Tòa thành ông trao hết cho hồng y quốc vụ khanh Tòa thánh.